# Ялтинська печера
Ялтинська печера — печера на плато Ай-Петрі, Крим. Печера відкрита у 1997 році. Через 10 років у Ялтинській  печері проклали екскурсійний маршрут: очистили і відновили вхід, проклали доріжки, зробили освітлення. 
У Ялтинській збереглися сталактити і сталагміти, натічні утворення і кам'яні квіти. На зводі печери в основному переважають сталактити невеликого розміру, які жартома прозвали «макаронами». Стіни прикрашають безліч натікань у вигляді «медуз», на підлозі підносяться масивні сталагміти. Обладнаний для відвідування один основний зал, шлях в нижній зал лежить через вертикальний 40-метровий колодязь, спуск в який можливий тільки зі спеціальним спорядженням.